# Microglabratella
Microglabratella es un género de foraminífero bentónico de la familia Glabratellidae, de la superfamilia Glabratelloidea, del suborden Rotaliina y del orden Rotaliida. Su especie tipo es Microglabratella tabaensis. Su rango cronoestratigráfico abarca el Holoceno.

## Clasificación
Microglabratella incluye a las siguientes especies:
- Microglabratella globosa
- Microglabratella tabaensis